# Есја
Есја (фр. Essia) насеље је и општина у источној Француској у региону Франш-Конте, у департману Јура која припада префектури Лон ле Соније.
По подацима из 2011. године у општини је живело 63 становника, а густина насељености је износила 12,96 становника/km². Општина се простире на површини од 4,86 km². Налази се на средњој надморској висини од 400 метара (максималној 640 m, а минималној 459 m).

## Демографија
| 1962. | 1968. | 1975. | 1982. | 1990. | 1999. | 2011. |
| ----- | ----- | ----- | ----- | ----- | ----- | ----- |
| 84    | 89    | 72    | 64    | 62    | 54    | 63    |

График промене броја становника у току последњих година